# Mon séducteur de père
Pour plus de détails, voir Fiche technique et Distribution.
Mon séducteur de père (The Pleasure of His Company) est un film américain réalisé par George Seaton et sorti en 1961.

## Synopsis
Jessica Poole n'a jamais connu véritablement son père Biddeford Poole, dit Pogo, mais elle le vénère. Le jour de son mariage, ce dernier se décide à revenir au grand dam de toute la famille, excepté Jessica. La jeune fille devient enthousiaste au point de comparer son père à son fiancé Roger, au détriment de celui-ci…

## Fiche technique
- Titre : Mon séducteur de père
- Titre original : The Pleasure of His Company
- Réalisation : George Seaton
- Scénario : Samuel A. Taylor, d'après la pièce de Cornelia Otis Skinner
- Chef opérateur : Robert Burks
- Musique : Alfred Newman
- Production : William Perlberg, Gordon Cornell Layne pour Paramount Pictures
- Décors : Sam Comer, Frank R. McKelvy
- Costumes : Edith Head
- Genre : Comédie
- Durée : 115 minutes
- Date de sortie : 
  - États-Unis : 1er juin 1961

## Distribution
- Fred Astaire (VF : Roger Rudel) : Biddeford 'Pogo' Poole
- Debbie Reynolds (VF : Michèle Bardollet) : Jessica Anne Poole
- Lilli Palmer (VF : Lita Recio) : Katharine 'Kate' Dougherty
- Tab Hunter (VF : Philippe Mareuil) : Roger Berk Henderson
- Gary Merrill (VF : Jean Martinelli) : James 'Jim' Dougherty
- Charles Ruggles (VF : Roger Tréville) : MacKenzie Savage
- Harold Fong : Toy
- Elvia Allman : Mrs Mooney
- Eleanor Audley (VF : Henriette Marion) : Mrs Thompson
- Pat Colby
- Edith Head (VF : Marie Francey) : la styliste
- Jeffrey Sayre
- Bert Stevens